# Perriers-sur-Andelle
Perriers-sur-Andelle település Franciaországban, Eure megyében. Lakosainak száma 1791 fő (2022. január 1.). Perriers-sur-Andelle Charleval, Les Hogues, Letteguives, Perruel, Renneville és Lyons-la-Forêt községekkel határos.

## Népesség
A település népességének változása:
| Lakosok száma | 1286 | 1685 | 1723 | 1778 | 1848 | 1833 | 1809 | 1802 | 1801 | 1791 |
|               | 1968 | 1982 | 1990 | 2006 | 2013 | 2015 | 2017 | 2019 | 2020 | 2022 |